# 近岡理三郎
近岡 理三郎（ちかおか りさぶろう、1871年9月9日（明治4年7月25日） - 1948年（昭和23年）3月4日）は、明治から昭和時代の政治家。実業家。貴族院多額納税者議員、山形県最上郡金山村長。幼名は栄次郎。

## 経歴
山形県最上郡、のちの金山村大字飛森（現金山町）出身。先代近岡理三郎、ツルの長男として生まれる。1885年（明治18年）最上郡金山小学校を卒業。1904年（明治37年）10月に家督を相続し幼名を改める。農業を営む。
1898年（明治31年）以降、金山村学務委員、同村会議員、同助役、最上郡会議員、同議長、山形県会議員（5期）、同参事会員、金山村長、山形地方森林会議員、同県治水会副会長などを歴任した。ほか、新庄銀行取締役を務めた。1924年（大正13年）財団法人近岡表慶会を設立して育英事業を行った。
1919年（大正8年）10月には補欠選挙で山形県多額納税者として貴族院議員に互選され、同月4日から1925年（大正14年）9月28日まで1期務めた。

## 親族
- 子息 近岡忠次郎（山形県会議員）[2]
- 四弟 近岡卯吉（山形県会議員）[2]
- 末弟 近岡理吉（山形県会議員）[2]
  - 甥 近岡理一郎（山形県議会議員、衆議院議員）[2]